# Nonnos von Edessa

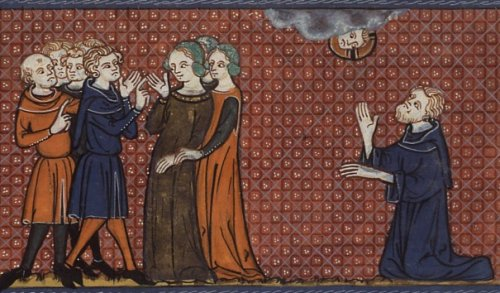
Pelagia mit anderen Kurtisanen. St. Nonnus betet für sie.

Nonnos von Edessa (gestorben 471) war ein christlicher Heiliger. Er bekehrte der Legende nach die später heiliggesprochene Sünderin Pelagia. Er war Nachfolger des 449 als Bischof von Edessa abgesetzten Ibas von Edessa. Ibas wurde 451 durch das Konzil von Chalcedon (bei dem Nonnos auch Teilnehmer war) rehabilitiert. Nach dem Tod von Ibas 457 wurde Nonnos erneut dessen Nachfolger.
Außerdem war Nonnos Bischof von Heliopolis in Syrien.
Sein Gedenktag ist der 2. Dezember.